# Ježenka
Ježenka (ježica; lat. Echinaria ), monotipski biljni rod iz porodice trava. Jedina vrsta je E. capitata, jednogodišnja raslinja raširen Europom, sjevernom Afrikom, Srednjom i zapadnom Azijom i Kavkazom. 
Uvezena je u Njemačku, a u Hrvatskoj je autohtona, i poznata pod nazivima, glavičasta ježica, glavičasta ježenka ili samo ježica.

## Sinonimi
- Cenchrus capitatus L.; Sp. Pl. 1049 (1753)
- Echinaria capitata var. pumila (Willk.) Willk.; M. Willkomm & J. M. C. Lange, Prodr. Fl. Hispan. 1: 42 (1861)
- Echinaria capitata var. todaroana Ces.; Comp. Fl. Ital.: 41 (1868)
- Echinaria pumila Willk.; Bot. Zeit. 6: 415 (1848)
- Echinaria spicata Debeaux; Rev. Bot. Bull. Mens. 8: 266 (1890)
- Echinaria todaroana (Ces.) Cif. & Giacom.; Nomencl. Fl. Ital. 1: 46 (1950)
- Panicastrella capitata (L.) Moench; Methodus: 206 (1794)
- Reimbolea spicata Debeaux; Rev. Bot. Bull. Mens. 8: 266 (1890), pro syn.